# 말리
말리공화국(프랑스어: République du Mali 레퓌블리크 뒤 말리[*])은 아프리카에 있는 공화국이다. 사하라에서 서아프리카로 광대한 국토가 펼쳐지는데, 기후는 북반부가 사막성이고 남으로는 스텝성 열대사바나성으로 건조한 땅이다. 주요 거주지역은 니제르강 유역과 남부의 사바나 지역으로, 주민의 대부분은 농업과 목축에 종사하고 있다. 구 프랑스령 수단. 1960년 3월 세네갈과 더불어 중세의 이 지방에서 위세를 떨친 말리 제국의 이름으로 연방을 결성, 독립했으나, 세네갈이 분리한 후에는 말리 공화국이 되었다. 독립 후 국영농장과 각종 국영기업을 일으켜 사회주의를 지향했으며, 외교면에서도 구 소련, 중국과 손을 잡고 아프리카 급진세력의 선두에 섰다. 1968년 11월 19일 청년장교들이 일으킨 쿠데타로 트라오레가 정권을 장악했으나 1991년 타도되고 현재는 민주개혁이 추진중에 있다. 니제르 강 유역의 농업과 금 수출이 이 나라 경제의 중심이다. 주민은 밤바라, 말링케, 송하이, 풀라니 등의 흑인종과 북아프리카계의 투아레그, 무어 등의 여러 부족이고,
공용어는 오랫동안 프랑스어를 사용했으나 현재는 실무 언어로 지위가 낮아졌으며, 국민언어 13개 밤바라어(Bambara), 보보어(Bobo), 보조어(Bozo), 도곤어(Dogon), 풀라어(Fula), 하사니아 아랍어, 카손케어(Kassonke), 마닝카어(Maninka), 미냥카어(Minyanka), 세누포어(Senufo), 송가이어(Songhay), 소닌케어(Soninke), 타마셰크어(Tamasheq)를 공용어로 지정하고 있다. 그 중 밤바라어가 제일 널리 쓰인다.
종교는 주민의 90%가 무슬림이다. 도시로는 바마코 외에 팀북투, 가오 등 옛 왕국의 수도였던 곳이 있다.

## 역사
프랑스의 식민 통치를 받는 프랑스령 수단이었다가 1959년 현재의 세네갈과 함께 말리 연방이라는 이름으로 독립했지만 1960년 세네갈이 연방을 탈퇴하여 말리 연방은 붕괴되었고 현재의 말리 공화국이 들어서게 되었다.
2012년 4월 6일 아자와드(수도는 가오)가 이 나라로부터 독립을 선언했다. 이 날은 공교롭게도 기독교 전례력으로는 성 금요일이다. 말리 북부는 이슬람 무장세력들에 의해 점령당하고 있으며, 이슬람급진파들은 이슬람율법을 적용해서 공개처형을 하기도 했다. 2012년 10월 6일에 팀북투에서는 여성들이 베일착용에 반대하는 시위가 벌였다. 말리는 내전이 확대되면서 2013년 1월 11일에 비상사태를 선포했고, 프랑스는 말리 정부의 요청으로 군사개입을 시작했다. 프랑스군은 말리내전에 참여한지 3주째만에 말리군과 함께 반군이 점령하고 있는 북부지역의 마을들을 탈환하고 있다. 그리고 프랑스군과 말리군은 가오를 기습한 이슬람반군세력을 격퇴했다.
2012년 3월 23일 아마두 사노고가 쿠데타를 일으켜 대통령 아마두 투마니 투레를 축출하고, '민주회복국가평의회' 의장직을 맡아 국가원수로 재직하였다. 이후 4월 12일 아마두 사노고는 디온쿤다 트라오레에게 대통령 대행직을 맡기고 퇴임하였으나 일정 부분에서 정치에 영향력을 행사하였다.
이후 2013년 7월 28일 대통령 선거가 실시되었고 27명의 후보자 중 총리를 지낸 이브라임 부바카르 케이타 후보가 39.2%의 득표율로 1위, 수말리아 시세 후보가 19.4%로 뒤를 이었다. 과반수의 득표자가 없어 2013년 8월 11일에 결선 투표가 열렸고, 케이타는 여기서 1위로 당선되어 대통령이 되었다.
그러나 2020년 8월 18일 아시미 고이타와 이스마일 와게을 주축으로 2020년 말리 쿠데타가 발발하면서 대통령 이브라임 부바카르 케이타와 총리 부보 시세가 사임하고 아시미 고이타가 집권하게 되었다.

## 지리
말리의 전체 면적은 1,240,000 km2에 달하여 세계에서 24번째로 큰 나라이다. 사하라 열풍이 건기 동안에 심하게 불어 가뭄이 들기도 한다. 금과 우라늄, 염암, 석회암 등이 주요 자원으로 채굴된다.

## 기후
아열대 기후로서 상당히 건조하고 온도차도 심하다. 북쪽의 사하라 사막은 뜨겁고 건조한 사막이며 반건조 지대인 사헬 사막이 동서쪽에 이루어져 있고 중부지역에까지 미친다.
남서지방에 수단 사바나 지대가 나타나며 건조하고 열대성 기후를 보인다. 또한 기니와 국경을 접하며 코트디부아르와도 만난다.

## 사람과 언어
1992년 헌법을 보면 "프랑스어는 공식적인 표현이다."라고 규정하고 있다. 국내의 다수 부족이 사용하고 있는 4개의 언어를 국어로 정하여 교육 외의 분야에서 사용했다.
- 밤바라어 - 밤바라족
- 풀풀데어 - 풀베족(풀라니, 풀이라고도 한다)
- 송가이어 - 송가이족
- 타마셰크어와 아랍어 - 투아레그족

말리는 프랑스어 사용국 기구(프랑코포니)의 정회원국이다.
그러다가 2020년대 쿠데타가 발생하면서 프랑스와의 관계가 악화되었다. 말리 정부는 밤바라어를 포함한 국민언어 13개를 공용어로 지정하고, 프랑스어는 공용어에서도 제외하였다. 그러나 실무 언어로 계속 쓰이고 있다.
밤바라어(Bambara), 보보어(Bobo), 보조어(Bozo), 도곤어(Dogon), 풀라어(Fula), 하사니아 아랍어, 카손케어(Kassonke), 마닝카어(Maninka), 미냥카어(Minyanka), 세누포어(Senufo), 송가이어(Songhay), 소닌케어(Soninke), 타마셰크어(Tamasheq)가 공용어로 지정됐다.
밤바라족은 말리 인구의 1/3을 차지하지만, 밤바라어는 말리 인구의 절반 이상이 모어로, 많은 수가 링구아 프랑카로 사용하고 있다.

## 인구

말리 연령별 인구 구조 (2015년)

말리의 총 인구는 2015년 기준으로 17,599,694명이다. 인구 증가율은 2.98%(2010년~2015년)로 높은 수준을 유지하고 있다. 인구밀도는 14.4명/Km²이며 세계 평균인 56.5/Km²와 비교해 볼 때 매우 낮은 수준이며 전체 인구의 39.9%(2015년)가 도시에 거주하고 있다. 중위연령은 16.2세로 매우 낮은 편이다.

## 종교
말리 인구 중 90%가 이슬람교도이며, 토착 종교와 기독교의 신자는 소수이다. 종교 휴일은 이드 울피트르, 이드 알아드하, 크리스마스 등이 있다.

## 행정 구역
8개 주와 바마코로 구성된다. 주(région)에는 군(cercle)이 속한다.
- 가오주(Région de Gao)
- 케스주(Région de Kayes)
- 키달주(Région de Kidal)
- 쿨리코로주(Région de Koulikoro)
- 몹티주(Région de Mopti)
- 세구주(Région de Ségou)
- 시카소주(Région de Sikasso)
- 통북투주(Région de Tombouctou)

## 경제
니제르 강 유역의 농업과 금 수출이 이 나라 경제의 중심이다. 인광석, 금, 우라늄 등의 광물 자원이 풍부하다. 그중에서도 우라늄은 일본이 독점계약을 체결하고 있다. 그 외에도 목축업, 수산업이 있다. 상품작물로서 쌀, 땅콩, 사탕수수, 면화가 재배되나, 관개설비가 약하고 또 사막화의 영향을 받아, 수확량은 날씨에 크게 좌우된다. 주요 수출품은 금 외에도 가축, 건어, 면화, 땅콩 등이다. 다른 구 프랑스 식민지와는 달리 무역에 있어서의 대(對) 프랑스 의존도가 낮고 구 소련, 중국 등을 주요 대상으로 한다. 내륙국이기 때문에 수송 문제에 애로가 많다. 수출입의 경로는, 독립 이전에는 세네갈의 다카르 항으로부터 다카르 - 니제르 철도 경유가 압도적이었으나, 말리 연방 붕괴시의 정치적 대립으로 인하여 코트디브와르와의 연결이 강화되어, 1997년에는 수출입의 70%가 코트디브와르의 아비장을 경유, 30%가 다카르 경유가 되었다. 북부에서는 투아레그족이 유목을 행하고 있다. 국내 산업으로는 노동력이 흡수되지 못하고, 이주가 활발하다. 코트디브와르와 프랑스로 많은 이주자들은 건너갔다. 코트디브와르에서는 원주민과 이민 온 부르키나파소인, 말리인 간의 대립이 격결해져, 코트디부아르 내전의 한 원인이 되기도 하였다. 바마코 시내라 하더라도 실질생활에서는 전기가 부족하여 자주 정전이 발생한다.

## 문화
대가족을 이루며 사는 농촌 지역에는 말라리아가 널리 퍼져 유아 사망률이 높은 편이다. 대략 90%의 말리 사람들이 수니 이슬람을 따른다. 하지만 항상 전통적인 종교의 신앙이나 관습을 배척하지는 않는다. 무슬림들은 석사나 박사 연구 수준까지 이끄는 그들의 교육제도가 있다. 점점 증가하는 많은 무슬림들은 메카로 향하는 성지 순례단을 만들기도 하고 아랍국가로 가서 공부하기도 한다. 프랑스 식민지 지배 아래 이슬람 지역 속으로 선교사의 소개가 활발하게 이루어졌음에도 기독교인은 인구의 약 1% 정도이다. 식민지 언어인 프랑스어 능력은 낮으며 주로 도시 지역에서 사용되고 있다. 인구의 약 60%가 글을 읽고 쓸 줄 알지만 프랑스어만 하지는 않는다. 대부분은 가장 많이 사용되는 언어이며 응코 문자로 표기되는 Bamanakan을 사용한다. 다른 사람들은 코란 학교를 다니며 아랍어를 사용한다. 사실, 세계에서 가장 오래된 학교 중 하나인 팀북투에 있는 산코레 대학이 있으며 1300년대까지 거슬러 올라간다.

## 대한관계
대한민국의 손원일(당시 주서독 대사) 특사 일행은 1960년 7월, 말리를 친선 방문하고, 상호간의 이해증진과 외교관계 수립에 관하여 원칙적인 합의를 보았다. 조선민주주의인민공화국과 1960년 수교하였고, 1990년에는 대한민국과도 수교하였다. 1988년 서울올림픽에서는 IOC 정회원국으로 6명의 선수 및 임원단을 파견하였다. 한국과 말리를 직접 연결하는 항공편이 없기 때문에 프랑스 등 다른 나라를 경유해야 말리에 갈 수 있다. 한국과 말리 양국 모두 상주공관이 서로 없기 때문에, 말리 측은 일본 도쿄도에서, 대한민국 측은 세네갈 다카르에서 각각 서로 상주공관을 겸임하고 있다.